# もしも昨日が選べたら
『もしも昨日が選べたら』（もしもきのうがえらべたら、原題：Click）は、2006年のアメリカ合衆国のファンタジーコメディ映画。主演はアダム・サンドラー、共演はケイト・ベッキンセイル、クリストファー・ウォーケンほか。

## 概要
家庭より仕事を優先させる男が何でも出来る万能リモコンを手に入れ、人生をボタン1つで操っていく様を描いたコメディである。
アメリカでは2006年6月23日に公開され、週末興行成績で初登場1位になった。日本では同年9月23日にみゆき座ほか全国東宝洋画系にて公開された。
第79回（2006年度）アカデミー賞にて、辻一弘とビル・コルソが、メイクアップ賞にノミネートされた。

## あらすじ
建築士のマイケル（アダム・サンドラー）は、美しい妻のドナ（ケイト・ベッキンセイル）と二人の子どもに恵まれながら、家庭を顧みない仕事人間。家庭と仕事の板挟みによるストレスから、身体に悪いと自省しつつもジャンクフードと喫煙が止められない。
ある日ストレスが頂点に達し家を飛び出したマイケルはホームセンターで、怪しげな従業員モーティ（クリストファー・ウォーケン）から最新型の学習型マルチリモコンを譲り受ける。
そのリモコンはマイケルの人生をDVDのように制御する「万能リモコン」であった。マイケルは面倒な時間を早送りでスキップし楽しい人生を送るが、やがてリモコンの学習機能により一度スキップした面倒事は自動的に早送りされるようになってしまう。。

## キャスト
| 役名                               | 俳優                           | 日本語吹替 |
| ---------------------------------- | ------------------------------ | ---------- |
| マイケル・ニューマン               | アダム・サンドラー             | 森川智之   |
| マイケル・ニューマン（10歳時）     | エミリオ・キャスト             | 津田匠子   |
| ドナ・ニューマン                   | ケイト・ベッキンセイル         | 岡寛恵     |
| モーティ                           | クリストファー・ウォーケン     | 中村正     |
| エイマー社長                       | デイヴィッド・ハッセルホフ     | 津田英三   |
| テッド・ニューマン                 | ヘンリー・ウィンクラー         | 中博史     |
| トルーディ・ニューマン             | ジュリー・カヴナー             | 吉沢希梨   |
| ビル                               | ショーン・アスティン           | 根本泰彦   |
| ジャニーン                         | ジェニファー・クーリッジ       |            |
| ステイシー                         | ソフィー・モンク               |            |
| ベン・ニューマン（7歳時）          | ジョセフ・キャスタノン         | 黒田弥生   |
| ベン・ニューマン（17歳時）         | ジョナ・ヒル                   | 日野聡     |
| ベン・ニューマン（22〜30歳時）     | ジェイク・ホフマン             | 日野聡     |
| サマンサ・ニューマン（5歳時）      | テイタム・マッキャン           | 小暮英麻   |
| サマンサ・ニューマン（14歳時）     | ロレイン・ニコルソン           | 恒松あゆみ |
| サマンサ・ニューマン（27歳時）     | ケイティ・キャシディ           | 恒松あゆみ |
| アリス / アラン                    | レイチェル・ドラッチ           |            |
| ジュリー・ニューマン               | ジャナ・クレイマー             |            |
| ベッド・バス・アンド・ビヨンド店員 | ニック・スウォードソン         | 根津貴行   |
| ノンクレジット                     |                                |            |
| ハビブー王子                       | ロブ・シュナイダー             | 根本泰彦   |
| 車で歌う男                         | テリー・クルーズ               | 間宮康弘   |
| 語り手                             | ジェームズ・アール・ジョーンズ | 間宮康弘   |